# We Shall Fight on the Beaches
We Shall Fight on the Beaches (We zullen vechten op de stranden) is de algemeen gangbare benaming die is gegeven aan een toespraak van de Britse conservatieve politicus Winston Churchill op 4 juni 1940 voor het Lagerhuis, die tevens bekend is om Churchill's resolute woorden We shall never surrender (We zullen ons nooit overgeven). Dit was ook een antwoord op het door hem afgewimpeld aanbod van de Italiaanse leider Benito Mussolini te bemiddelen tussen Nazi-Duitsland en de Geallieerden, iets waarvoor zijn partijgenoten Neville Chamberlain en Halifax nog wel ontvankelijk hadden geleken. Churchill, die anders dan zij voor zijn aantreden als premier al jarenlang een hardere koers tegen Nazi-Duitsland voorstond, stelde zich consequent op het standpunt niet te willen onderhandelen met dictators.
Dit was de tweede van drie belangrijke toespraken ten tijde van de Slag om Frankrijk in het tweede jaar van de Tweede Wereldoorlog.
In deze toespraak moest Churchill een grote militaire ramp beschrijven en waarschuwen voor een mogelijke invasie van Groot-Brittannië door Nazi-Duitsland. Hij moest ook zijn binnenlandse publiek voorbereiden op een mogelijke capitulatie van Frankrijk.
De tekst bevat ook zinspeling op het zo nodig vanuit de koloniën voortzetten van de strijd en met Amerikaanse hulp.

## Tekst
(...) Even though large tracts of Europe and many old and famous States have fallen or may fall into the grip of the Gestapo and all the odious apparatus of Nazi rule, we shall not flag or fail. We shall go on to the end. We shall fight in France, we shall fight on the seas and oceans, we shall fight with growing confidence and growing strength in the air, we shall defend our island, whatever the cost may be. We shall fight on the beaches, we shall fight on the landing grounds, we shall fight in the fields and in the streets, we shall fight in the hills; we shall never surrender, and if, which I do not for a moment believe, this island or a large part of it were subjugated and starving, then our Empire beyond the seas, armed and guarded by the British Fleet, would carry on the struggle, until, in God's good time, the New World, with all its power and might, steps forth to the rescue and the liberation of the old.(...) 

### Vertaling
Ook al zijn grote delen van Europa en vele oude en beroemde staten in de greep van de Gestapo en de afschuwelijke machinerie van de nazi-heerschappij gevallen, of kunnen daarin belanden, we zullen niet opgeven. We zullen doorgaan tot het einde. We zullen vechten in Frankrijk, we zullen vechten op de zeeën en oceanen, we zullen vechten met groeiend vertrouwen en groeiende kracht in de lucht, we zullen ons eiland verdedigen, wat de kosten ook mogen zijn. We zullen vechten op de stranden, we zullen vechten op de landinggronden, we zullen vechten in de velden en op de straten, we zullen vechten in de heuvels; we zullen ons nooit overgeven, en als, en dat geloof ik geen moment, dit eiland of een groot deel ervan onderworpen en verhongerd zou zijn, dan zou ons rijk voorbij de zeeën, bewapend en beschermd door de Britse vloot, de strijd voortzetten, totdat, wanneer het God uitkomt, de Nieuwe Wereld zich aandienen met al zijn macht om de Oude te redden en bevrijden.

## Context
Winston Churchill trad aan als premier op 10 mei 1940, als opvolger van zijn partijgenoot Neville Chamberlain, acht maanden na het uitbreken van de Tweede Wereldoorlog.
Op de dag van zijn aantreden had het Duitse leger Polen, Nederland, België, Luxemburg en Frankrijk overrompeld. Op 13 mei hield hij zijn bloed, zwoegen, tranen en zweet-toespraak, waarin hij echter niets zei over de militaire situatie in Frankrijk en de Lage Landen.
Later diezelfde maand volgde inderdaad de capitulatie van Frankrijk en begon de volgende fase in de strijd die Churchill zelf reeds aankondigde als de Battle of Britain.

## Varia
Een opname van deze historische toespraak van Churchill werd in 1976 gebruikt door de Britse band Supertramp in het nummer Fool's Overture.
Een opname van deze historische speech werd als intro gebruikt op het livealbum Live after death uit 1985 van de Britse band Iron Maiden in het nummer Aces High.